# Bolatan
Bolatan is een bestuurslaag in het regentschap Padang Lawas Utara van de provincie Noord-Sumatra, Indonesië. Bolatan telt 704 inwoners (volkstelling 2010).